# カリエス
カリエス（独: Karies, 英: caries）とは、脊椎や歯などの骨髄組織が乾酪性壊疽に陥った状態（骨瘍や骨疽）を意味する医学用語である。
その歴史は古く、エジプトや日本のミイラからもカリエスが見つかっている。
歯に生じる齲蝕（虫歯）もデンタル・カリエスであるが、本項ではそれ以外を扱う。

## 原因と治療法
カリエスは細菌の感染によるものであり、細菌が血流によって骨組織に運ばれることで化膿や炎症が起こる。病状が進行すると、骨組織が壊死により崩壊する。
治療方法としては、全身療法（安静·栄養·化学療法）の他にも、病患部の固定や手術がある。

### 結核性
肺などの結核病巣から血行的に結核菌が骨髄に運ばれることによって、慢性の炎症が引き起こされる。
微熱・食欲不振・倦怠感などの症状が現れ、病状が進行すると、歩行障害などから寝たきりになることがあったり、感覚神経の圧迫によって激痛を伴うこともある。
ヒトは結核菌に対する抵抗力が弱いため、広範囲にわたって椎間板や脊椎の損傷が起こる可能性がある。
冒される部位により結核性髄膜炎・結核性脊椎炎（脊椎カリエス）・胸椎カリエス・肋骨カリエス・腰椎カリエス・骨盤カリエスなどと呼ばれる。脊椎と肋骨が冒されることが最も多い。
特に結核性脊椎炎は、外科医のパーシヴァル・ポットに由来してポット病とも呼ばれる。
日本では青谷上寺地遺跡から見つかった弥生時代後期の弥生人の骨に脊椎カリエスによる病変が確認された。
俳人の正岡子規が著作『病臥抄』で自らの病状を描写したことでも知られているのがこの病である。
結核性脊椎炎は稀な病ではあれども骨関節結核のなかでは最も多くみられる病気で、2017年現在では高齢の女性に多くみられる。

### 化膿性脊椎炎
黄色ブドウ球菌が血流に乗って骨髄に運ばれて、慢性の炎症が引き起こされる。

## 註釈·出典
1. ↑  “化膿性脊椎炎·脊椎カリエス”.  恩賜財団済生会. 2020年1月1日閲覧。
2. ↑  結核予防会（PDF）
3. ↑  “結核性脊椎炎”.  メディカルノート. 2020年1月1日閲覧。
4. ↑  “化膿性脊椎炎”.  バイエル薬品. 2020年1月1日閲覧。